# Bodianus masudai
Bodianus masudai Araga & Yoshino, 1975 è un pesce osseo di acqua salata appartenente alla famiglia Labridae.

## Distribuzione e habitat
Proviene dall'oceano Pacifico; è stato localizzato in Nuova Caledonia, Giappone e dall'Isola Norfolk. Nuota a profondità comprese tra 30 e 113 m, a volte anche oltre, prevalentemente nelle zone rocciose.

## Descrizione
Presenta un corpo compresso lateralmente, non particolarmente alto e mediamente allungato, con la testa dal profilo appuntito. La pinna anale e la pinna dorsale sono basse, ma la seconda è più lunga. La pinna caudale ha il margine arrotondato, bianco. La lunghezza massima registrata è di 12 cm.
La colorazione varia molto nel corso della vita del pesce: gli esemplari giovanili sono neri e gialli con aree bianche, la livrea negli adulti è invece prevalentemente rossa. Gli adulti presentano sullo sfondo rosso delle righe orizzontali bianche molto sottili e il ventre bianco. Le pinne sono dello stesso colore del corpo. Le pinne pelviche sono bianche e nere con una piccola macchia rossa. Presenta denti sporgenti.

## Biologia

### Alimentazione
Ha una dieta prevalentemente carnivora, composta soprattutto da varie specie di invertebrati marini.

### Riproduzione
È oviparo e la fecondazione è esterna, e non ci sono cure verso le uova.

## Conservazione
Questa specie viene classificata come "a rischio minimo" (LC) dalla lista rossa IUCN perché non sembra essere minacciata da particolari pericoli, ma è ancora poco conosciuta.